# Gonionotophis grantii
Gonionotophis grantii är en ormart som beskrevs av Günther 1863. Gonionotophis grantii ingår i släktet Gonionotophis och familjen snokar. IUCN kategoriserar arten globalt som livskraftig. Inga underarter finns listade i Catalogue of Life.
Arten förekommer i västra Afrika från Senegal till Kamerun och Centralafrikanska republiken. Den vistas där i savanner.